# Bertrand de Crombrugghe de Picquendaele

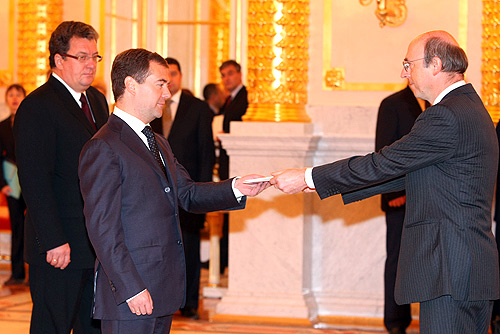
Baron de Picquendaele overhandigt zijn geloofsbrieven aan Dmitri Medvedev.

 Baron Bertrand de Crombrugghe de Picquendaele is een Belgisch edelman en diplomaat. 
Hij werd geboren in een familie waarvan de wortels teruggaan tot 1302. 
Tot juni 2009 was hij ambassadeur en consul-generaal van het Koninkrijk België in de Russische Federatie en in Wit-Rusland. Aan deze zending kwam een einde toen hij in opspraak kwam door een schandaal met visums. In 2012 kreeg hij eerherstel met een nieuwe zending als permanent vertegenwoordiger bij het Bureau van de Verenigde Naties en de Wereldhandelsorganisatie in Genève.

## zie ook
- Guillaume de Crombrugghe de Picquendaele